# 森通陶尔福
森通陶尔福，是匈牙利维斯普雷姆州所辖的一个村，总面积6.61平方公里，总人口418，人口密度63.2人/平方公里（2010年1月1日）。